# Aumont-en-Halatte
Aumont-en-Halatte település Franciaországban, Oise megyében. Lakosainak száma 564 fő (2022. január 1.). Aumont-en-Halatte Verneuil-en-Halatte, Apremont, Courteuil és Senlis községekkel határos.

## Népesség
A település népességének változása:
| Lakosok száma | 548  | 503  | 507  | 476  | 464  | 459  | 494  | 529  | 564  |
|               | 2013 | 2015 | 2016 | 2017 | 2018 | 2019 | 2020 | 2021 | 2022 |